# John Barton Payne

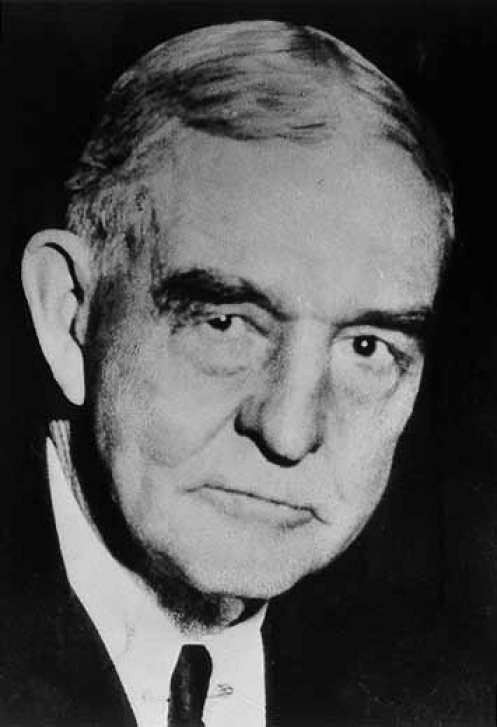
John Barton Payne

John Barton Payne (* 26. Januar 1855 in Pruntytown, Taylor County, (Virginia); † 24. Januar 1935 in Washington, D.C.) war ein US-amerikanischer Rechtsanwalt und von 1920 bis 1921 Innenminister der Vereinigten Staaten im Kabinett von US-Präsident Woodrow Wilson. Von 1922 bis 1935 fungierte er als Chairman der Liga der Rotkreuz-Gesellschaften, der heutigen Internationalen Rotkreuz- und Rothalbmond-Bewegung.

## Leben
Der im heutigen West Virginia geborene John Barton Payne erhielt 1876 die Zulassung als Anwalt und begann fünf Jahre später eine politische Karriere mit der Wahl zum Chairman der Demokratischen Partei im Preston County. 1883 zog er nach Chicago und wurde dort 1893 zum Richter gewählt. Fünf Jahre später trat er von diesem Amt zurück und wurde Seniorpartner in der Kanzlei Winston, Payne, Strawn and Shaw. Als Anwalt entwickelte er sich zu einem Spezialisten im Bereich des Bahnrechts. 1913 heiratete er Jennie Byrd, sie starb allerdings bereits sechs Jahre später. Mit dem Ausbruch des Ersten Weltkrieges ging er nach Washington und war dort als Berater der United States Shipping Board Merchant Fleet Corporation und der Bahnverwaltung tätig. Im Rahmen dieser Tätigkeit organisierte er nach dem Kriegseintritt die staatliche Übernahme des Bahnwesens in den USA. Von 1919 bis zu seiner Berufung ins Kabinett Wilson war er Chairman des United States Shipping Board. Am 15. März 1920 übernahm er das US-Innenministerium und leitete es bis zum 4. März 1921.
Im Oktober 1921 wurde er Chairman des Amerikanischen Roten Kreuzes und übte dieses Amt bis zu seinem Tod aus. 1922 folgte er darüber hinaus Henry Pomeroy Davison als Chairman der 1919 gegründeten Liga der Rotkreuz-Gesellschaften. Schwerpunkt seiner Tätigkeit für das Amerikanische Rote Kreuz war die Werbung von Freiwilligen und die Professionalisierung der Rotkreuz-Arbeit durch die verstärkte Einstellung von hauptamtlichen Mitarbeitern. Darüber hinaus organisierte er eine Ausweitung der Aktivitäten des Amerikanischen Roten Kreuzes in internationalen Hilfsmissionen sowie im Bereich der Wohlfahrtspflege während der Zeit der Großen Depression. Schwerpunkt seiner Arbeit für die Liga war der Bereich der medizinischen Vorsorge und der Jugendarbeit des Roten Kreuzes.
Durch eine Spende von 50 Gemälden 1919 und 100.000 US-Dollar im Jahr 1932 ermöglichte er darüber hinaus die Gründung des Virginia Museum of Fine Arts in Richmond. Er starb 1935 an einer Lungenentzündung infolge einer Appendizitis-Operation. Sein Nachfolger als Chairman des Amerikanischen Roten Kreuzes und der Liga der Rotkreuz-Gesellschaften wurde Cary Travers Grayson.